# Матіас Гебо Расмуссен
Матіас Гебо Расмуссен (дан. Mathias Hebo, нар. 2 серпня 1995, Відовре) — данський футболіст, півзахисник польського клубу «Краковія».
Виступав, зокрема, за клуби «Нордшелланд» та «Вестшеланн», а також олімпійську збірну Данії.

## Клубна кар'єра
У дорослому футболі дебютував 2013 року виступами за команду клубу «Нордшелланд», в якій провів три сезони, взявши участь лише у 6 матчах чемпіонату.
Протягом 2016 року захищав кольори команди клубу «Вестшеланн».
До складу клубу «Фредерисія» приєднався 2016 року. Відіграв за нього 33 матч в національному чемпіонаті.
Влітку 2017 перейшов до команди «Люнгбю».

## Виступи за збірні
Протягом 2015 року залучався до складу молодіжної збірної Данії. На молодіжному рівні зіграв у 2 офіційних матчах.
2016 року захищав кольори олімпійської збірної Данії. У складі цієї команди провів 9 матчів. У складі збірної — учасник футбольного турніру на Олімпійських іграх 2016 року у Ріо-де-Жанейро.